# Raid di Kirkenes e Petsamo
Il raid di Kirkenes e Petsamo è stato un episodio della guerra di continuazione della seconda guerra mondiale svoltosi il 30 luglio 1941, durante il quale la Royal Navy britannica lanciò un attacco contro il porto finlandese di Petsamo e quello norvegese di Kirkenes per mostrare il proprio sostegno nei confronti del suo nuovo alleato, l'Unione Sovietica.

## Contesto
A seguito dello scoppio della rivoluzione d'ottobre la Finlandia, approfittando del caos derivante dalla guerra civile tra bolscevichi e i bianchi, dichiarò l'indipendenza dall'Impero russo e grazie al trattato di Tartu del 1920 acquisì la regione di Petsamo.
Durante la guerra d'inverno (1939-1940) l'Unione Sovietica si rimpadronì di Petsamo ma col trattato di Mosca ottenne, di quest'area nel nord della Finlandia, solo la Penisola di Rybačij.
Nel 1941, allo scoppio della guerra di continuazione, Petsamo venne utilizzata dall'esercito tedesco per lanciare l'attacco verso il porto sovietico di Murmansk; Kirkenes, invece, si trovava in Norvegia che dall'aprile del 1940 era stata invasa ed occupata dalla Germania.

## Il raid
Le forze britanniche consistevano in due portaerei (la HMS Furious e la HMS Victorious), due incrociatori (la HMS Devonshire e la HMS Suffolk) e sei cacciatorpediniere; salpata da Scapa Flow il 23 luglio 1941, la forza fece tappa in Islanda prima di dirigersi verso il suo obiettivo finale.
Il 30 luglio seguente la Furious lanciò un attacco contro il porto di Petsamo con nove Fairey Albacore, nove Fairey Swordfish e sei caccia Fairey Fulmar rispettivamente dell'817, dell'812 e dell'800 squadron della Fleet Air Arm. Il porto tuttavia era quasi vuoto e solo una nave nemica venne affondata a fronte di due aerei britannici distrutti dalla contraerea (un Albacore e un Fulmar).
Il raid britannico contro Kirkenes fu ancora più disastroso. La Luftwaffe era stata avvertita e quando la Victorious lanciò l'attacco con 12 Albacore dell'827 squadrone e nove Fulmar dell'809 squadrone, i Bf 110 e i Bf 109 tedeschi erano pronti a respingere il raid: un mercantile di 2 000 tonnellate di stazza fu silurato e affondato e un secondo incendiato, ma undici Albacore e due Fulmar furono abbattuti dalla contraerea o dai caccia tedeschi, i quali lamentarono la perdita di due velivoli.

## Conseguenze
Il raid di Petsamo-Kirkenes fu un completo fallimento per la Gran Bretagna che – in una fase particolarmente difficile della guerra – perse un certo numero di velivoli e di uomini senza incidere sul corso della guerra.